# .fm
.fm is het achtervoegsel van internet-domeinnamen van websites uit de Federale Staten van Micronesië. Het wordt voor sites uit Micronesië nauwelijks gebruikt. De meeste registraties zijn gedaan voor websites die te maken hebben met radiostations, FM-zenders.
Iedereen kan een .fm-naam registreren. De opbrengsten gaan naar de Micronesische overheid.